# Myanmars damlandslag i fotboll
Myanmars damlandslag i fotboll representerar Myanmar i fotboll på damsidan. Dess förbund är Myanmar Football Federation (MFF).